# 班宏
班宏（720年—792年7月24日），卫州汲县人。唐朝官员。

## 生平

### 家世
祖父班思简，春官员外郎。父班景倩，秘书监，是儒生。

### 仕途
班宏年轻时于天宝年间举进士，得授右司御胄曹，后为凤翔府防御使薛景仙（一作薛景先）掌书记，又为剑南西川节度使高适观察判官，累拜大理司直、摄监察御史。时青城山有妖贼张安居以左道惑众，事发，诬告多名屯将，希望延缓自己的死期，众人害怕，班宏审案后很快杀了他，人心于是安定。后来郭英乂为西川节度使，奏署班宏为秘书郎，兼雒令；班宏因病被免职。大历三年（768年），迁起居舍人，不久兼理匭使，四次迁官至给事中。建中二年（781年）正月，成德节度使李宝臣卒于任上，子李惟岳秘不发丧请求继位，唐德宗遣班宏出使成德军探问李宝臣病情并告谕李惟岳。李惟岳厚赂班宏，班宏都不受，给朝廷的回报合德宗的意，迁刑部侍郎，兼京官考使。右仆射崔宁考兵部侍郎刘乃为“上下”，班宏驳回并削去之。刘乃知道后谢罪。班宏不久被除授吏部侍郎，又被任为汪蕃会盟使李揆的副使。兴元元年（784年）六月，刚平定朱泚之乱的德宗刚收复京城，派班宏充上都宣慰使，入京宣谕，劳问将士、抚慰百姓。贞元元年（785年），班宏被任为校内外官考使。
班宏曾说：“谋反、谋大逆、谋叛、谋恶逆四罪是十恶之大者，犯者应按律处置。其余应当处以斩、绞刑的，应该重杖一顿处死。”之前死罪犯都先处以或百或六十的杖刑，从此都取消了。
贞元初年，有旱灾、蝗灾，德宗急于赋调，二年（786年）十一月改班宏为户部侍郎，为度支使韩滉的副使。五年（789年）正月，班宏奉命修玄武楼。
宰相中书侍郎李泌屡次请求另外任命宰相代替自己。德宗欲用班宏，李泌说班宏虽清白强干但性格不灵活，推荐御史中丞兼户部侍郎窦参通敏可兼度支盐铁、太常卿董晋方正可任职门下省。德宗都不认可。二月，李泌病重，又推荐二人。德宗以董晋为门下侍郎，窦参为中书侍郎兼度支转运使，都加同平章事拜为宰相；以班宏为户部尚书，因班宏有长期处理度支事务的经验，仍为度支转运副使，且对他说，事务都交给他了，不要推辞。
群臣商议给德宗加尊号“贞元大道圣神文武皇帝”，班宏建议加“奉道”二字，请求上尊号为“圣神文武奉道皇帝”。
窦参起初任大理司直时，班宏已为刑部侍郎。窦参因先于班宏显贵，常私下开解以取悦班宏，说自己后来居上不自安，一年后就把度支使还给班宏做。班宏心里高兴，一年多后，窦参却不再说这事了。班宏性刚愎，被人离间，且怒窦参食言，在公事上多与其意见相左。班宏让御史中丞徐粲主理贮存盐铁转运储物的扬子院，徐粲管理不当且有受贿之名声，窦参想取代他，班宏坚持不同意。窦参选诸院吏也不和班宏商议，班宏就上疏说窦参所任用者的过失和恶行，都被留中。不久，窦参因在任上有功劳加吏部尚书，班宏进封萧国公，怨恨窦参给自己加虚名，更嫌恶他。每次奉诏建房，班宏都造得极壮丽，亲自参与，又讨好交结权幸意图推翻窦参。
班宏之前和张滂交好，推荐他为司农少卿。窦参想让张滂分掌江淮盐铁，询问班宏，班宏考虑到张滂嫉恶如仇，担心他用法律惩办徐粲，就谎称张滂强戾难制，不可用。张滂知道了，不悦。八年（792年）三月，窦参被德宗疏远，于是辞让度支使，由班宏专判度支。窦参不希望度支使的职务都归于班宏，问计于京兆尹薛珏，薛珏说：“二人交恶，张滂刚直果决，若分张滂管盐铁转运，必能制班宏。”窦参于是推荐张滂为户部侍郎、盐铁使、判转运，仍在班宏属下，以取悦班宏。江淮两税，都由班宏主理，置巡院，但班宏、张滂一起选官。张滂向班宏请求索要盐铁旧簿书，班宏不给。每次署任院官，班宏、张滂莫衷一是，无法用人。张滂上奏班宏与自己不合，巡院官员多有缺，虽然请死，但也弹劾班宏耽误国家大计。于是德宗令二人分别主事。不久，班宏对宰相赵憬、陆贽说自己司职转运，每年运江淮米五十万斛，前年增加七十万斛，以充实太仓，所幸无过失，如今职权移于他人，不知是什么意思。当时张滂在侧，忿然反驳班宏失言，被夺权是因为办事不力，丧公钱、纵奸吏，还说度支胥吏不到一年就暴富如同王公，肯定是盗用官财，所以皇帝才令自己分掌转运事，班宏所言是怨恨皇帝。班宏默然无言以对。当天，班宏在家称病，张滂去探望，班宏不见，赵憬、陆贽于是将班宏、张滂的话上报。于是四月，班宏、张滂被按大历年间刘晏、韩滉分管的旧例重新划分职权，以张滂主管东都、河南、淮南、江南、山南东道两税及东渭桥以东巡院，以班宏主管关内、河东、剑南、山南西道。张滂到扬州审讯徐粲，逮捕徐粲的仆妾子侄，得赃款数万，于是徐粲被流放岭表。后来窦参获罪之事，班宏也很出力。班宏在官署勤于公事，早出晚归，亲自从事官吏的工作，官吏们不堪劳累，而班宏未尝嫌苦，愈发恭谨，清白勤干，为当时所称道。七月卒，德宗为之废朝，加赠，谥敬。
陆贽推荐前湖南观察使李巽代任判度支，德宗答应了，却特诏素来不善理财的司农少卿裴延龄守本官，权领度支。陆贽反对，无果。

## 评价
- 《旧唐书》赞曰：（第五）琦、（班）宏、（张）滂、（李）巽，咸以利彰（都因善于理财而显名）。[1]